# Andrei Ciolacu
Andrei Cosmin Ciolacu (sinh ngày 9 tháng 8 năm 1992) là một cầu thủ bóng đá người România thi đấu cho Juventus București ở vị trí tiền đạo.

## Sự nghiệp
Vào tháng 1 năm 2016, Ciolacu ký hợp đồng cùng với ASA Târgu Mureș.

### Warriors FC
Trong màn ra mắt tại Cúp Liên đoàn bóng đá Singapore debut against Home United, Ciolacu ghi 3 bàn, giúp câu lạc bộ của anh xếp đầu bảng.